# تاريخ جبال العمور
تقع سلسلة جبال العمور ضمن سلسلة الأطلس الصحراوي بين سلسلتي جبال أولاد نايل شرقا وجبال القصور غربا، وتحدها شمالا الهضاب العليا الغربية وجنوبا الصحراء. وتتربع المنطقة في مجملها على مساحة 7.000 كم2، تشغل الغابات فيها مساحة 100.000 هكتار وهي عبارة عن إحراج وبقايا غابات في حالة تدهور. لقد عرفت سلسلة جبال العمور التسيير الغابي منذ مطلع القرن الماضي، حيث عرفت تدهورا منذ ذلك الوقت تبعا للتقرير التعريفي لمحافظ الغابات بوهران حول غابات المنطقة بتاريخ: 07 يوليو 1909، على إثر إنشاء مصلحة الغابات على مستوى قسم آفلو، حسب قرار التحديد والإدماج المؤرخ في 23 ديسمبر 1908. على غرار عملية خارطة الشيوخ خلال القرن التاسع عشر، بدأت عملية التحديد الغابي بالمنطقة الشمالية لآفلو (غابة الدولة بآفلو) سنة 1909 إلى غاية سنة 1913 ليتم ضم 15.436 هكتار، وجرت نفس العملية للجهة الجنوبية (غابة الدولة وارن أو غابة القعدة) بين سنتي 1938 و1939 ليتم ضم 30.000 هكتار، ليصل مجمل المساحة الغابية للدولة إبان الحقبة الاستعمارية إلي 45.436 هكتار، وهي المساحة الخاضعة للنظام العام للغابات.

## التكوينات الطبيعية
تمتد سلسلة جبال العمور متجهة من الجنوب الغربي إلى الشمال الشرقي، وهي ذات تكوينات كلسية في غالبيتها، تتميز بانحدارات شديدة في بعض الأحيان سببها الحركات الأرضية ما بين بداية العصر الجيولوجي الثالث ونهاية العصر الطباشيري، زيادة على عوامل النحت والتعرية، وتنقسم على مجموعتين كبيرتين، شمالية وجنوبية:

### المجموعة الأولى
تضم غابة آفلو وتقع إلى الشمال من مدينة آفلو، متجهة من الغرب إلى الشرق، تتميز بارتفاعاتها وتنوعها، حيث تسود قمم عالية شديدة الانحدار من الناحية الشمالية، كقمم جبل قرن عريف (1721 م)، أم القدور (1686 م)، سيدي عقبة (1707 م)، جبل قورو (1606 م) وكاف سيدي بوزيد (1583 م)، وتكون هذه السلسلة سفحا مرتفعا يطل على الهضاب العليا الغربية متمثلة في بساط الحلفاء المعبر عنها بالجلال الغربي غرب الطريق الوطني 23 والجلال الشرقي شرق الطريق الوطني 23.
تربة هذه المجموعة في أغلبيتها طينية كلسية، ذات عمق متوسط يقل كلما زاد الارتفاع حيث تظهر الصخرة الأم، خاصة في المرتفعات الغربية.
يتميز الغطاء النباتي بصفة عامة بتأثيرات المناخ المتوسطي، حيث ساد المنطقة في بداية القرن الماضي غطاء نباتي كثيف ومتنوع، تسوده أشجار البلوط الأخضر بنسبة 60 % يليه العرعر الأحمر (الفينيقي) والشربين مع وجود البطم الأطلسي، أما النباتات تحن الخشبية فتتميز بوجود شجيرات الضرو، الكتم، إكليل الجبل، التسلغة والقصعين.ونتيجة للاستغلال المفرط خلال فترة الاستعمار وبعد الاستقلال في التدفئة والاحتطاب كنشاط معيشي، وفي الرعي مع ملاحظة أن حرفة الرعي وتربية الماشية تعتبر النشاط الرئيسي لسكان المنطقة، فإن تدهور الغطاء النباتي ظلت تتفاقم نتائجه إلى أن حدث اختلال في كثافة ونسب تكوين الغطاء النباتي بحيث تراجعت كثافته على درجة التدهور في بعض المناطق، وتغيرت نسبها لتراجع نسبة البلوط الأخضر في كل المجموعة إلى رتبة ثانوية تاركة المجال لأشجار العرعر الأحمر عبر كل المناطق التي لم تمسها أشغال إعادة التشجير، وهذا بسبب الطلب على أخشاب البلوط لاستعمالها الجيد في التدفئة، وفي المناطق التي مستها أشغال إعادة التشجير فإن السيادة لصنف لصنوبر الحلبي.

### المجموعة الثانية
غابة وارن (القعدة)، وتقع هذه المجموعة في الجهة الجنوبية من آفلو، تمتد أيضا من الغرب إلى الشرق، من جبال تاويالة إلى وادي امزي، ومن ناحية التضاريس تعتبر القعدة نتوءا بارزا منقطع الامتداد وقد سميت القعدة لأنها تمثل مائدة صخرية مقطعة الأطراف، عملت التعرية والانكسارات على تشكيل معظم أجزائها، إذ قلما نجد منبسطا فسيحا بداخلها.
إن تكوين التضاريس بهذه المجموعة جعلها صعبة المسالك، ووعرة المنافذ وكثيرة الأخاديد والتجاعيد، مستعصية السبل من كل الجهات تقريبا، مما جعلها تكون ملجأ حصينا وملاذا فريدا في المنطقة، احتمي داخلها إنسان ما قبل التاريخ حيث وفرت له المسكن والمأكل والمشرب، كما كانت قاعدة أساسية لجنود جيش التحرير الوطني أثناء الثورة التحريرية، وبهذا فإن هذه المنطقة قد بصمت ببصماتها عبر التاريخ في الماضي والحاضر. تتكون القعدة من ثلاثة أجزاء طبيعية، تكون كتلة واحدة وهي:
1. قعدة آنفوس.
2. قعدة القرون
3. قعدة مادنة.

يتميز غطاؤها الشجري من تشكيلة خفيفة من العرعر الأحمر مع وجود بعض الأشجار من موقع لآخر كأشجار البلوط الأخضر والشربين كما يصادف البطم الأطلسي متشبثا يبن الصخور ويوجد الصنوبر الحلبي في مجموعات داخلية عبر قضاء آنفوس ومادنة، أما الغطاء تحت خشبي فيتكون من إكليل الجبل والحلفاء والتسلغة.
تتعرض هذه التشكيلات الحراجية إلى كل التعديات من قطع وحرق ورعي مستمر، ونتيجة لتداخل هذه العوامل مع فقر في بنية التربة وظهور الصخرة الأم، فإن التجديد الطبيعي منعدم تماما.

## مرحلة ما قبل التاريخ
ترك إنسان ما قبل التاريخ سجلات قيمة ووثائق منقوشة على صخور كامل المنطقة، أرخ من خلالها لكل ما عاصره من حيوان ونبات، وشتى الأدوات والأسلحة التي أستعملها في مختلف جوانب حياته، وحتى الكهوف التي سكنها «أعشاش النسور»، وقد تم إحصاء أكثر من 150 محطة أثرية. بعض ما رسم منها:

### الأسلحةَ
في مواقع: الحمراء، ثنية الخروبة، الضفة اليمنى لوادي الغيشة وأم القدور، زيادة على فرش بموقع فايجة الخيل.

### الحيوانات
- النعام: رُسمت النعامة في مواقع كثيرة ومتقاربة كالصفصافة، الحمراء، فايجة الخيل وفي عين الخطارة برقبة ملونة زائد مجموعة تحتوي على ثمانية نعامات متدرجة.
- البقريات: نجدها في الصفصافة، الضفة اليمنى لوادي الغيشة، فايجة الخيل، حجرة الناقة، الهرهارة وفي عين الخطارة توجد برأسين أحدهما غير مكتمل.
- الحَيُرميات: رُسمت في كل من الصفصافة، فايجة الخيل، الهرهارة وفي الحمراء حيث رسم اثنان في حالة عراك أما في عين الخطارة فتوجد مجموعة من الأجزاء من بينها 15 قرن.
- الكلبيات: توجد في مواقع الحمراء، الضفة اليمنى لوادي الغيشة وفي خرق السوق.
- الفيلة: لقد رسم الإنسان البدائي الفيلة في أكثر من عشرة مواقع منها الحمراء، الضفة اليمنى لوادي الغيشة، خرق السوق، فايجة الخيل، خرق الترك، لكن أحسنها وأشهرها على الإطلاق ما رسم في محطة الصفيصيفة للفيلة الأم وهي تحمي صغيرها من هجوم نمر، واتخذ هذا الرسم شعارا للسنة الدولية للأمومة والطفولة سنة 1982 من طرف اليونسيف (UNICEF). كما اتخذت رمزا لجميع المحطات ما قبل التاريخ عبر كامل التراب الوطني، ونقشت بحجمها الطبيعي من طرف لحرش قاسم لتنقل للجناح الجزائري بالأمم المتحدة خلال سنتي 87 و1988.
- الخيليات: رُسمت الخيول والحمير هي الأخرى في كثير من المواقع مثل الصفصافة، فايجة الخيل، الهرهارة، الحمراء وكاف المكتوبة، وبعض من الخيول رسم إنسان راكب عليها دلالة على أن الإنسان البدائي قد ‘ستأنس الخيول واستغلالها في صيده وترحاله.
- السنوريات: تمثل أصناف السباع إما مفردة كما في مواقع الضفة اليمنى لوادي الغيشة، الحمراء، أو في حالة هجوم أو ماسكة بفريستها كما في ثنية الخروبة.
- الظباء: تكثر في أغلبية المواقع منها، فايجة الطراد، كاف المكتوبة، حجرة الناقة، الحمراء، عين الخطارة، القص.
- الأغنام: رُسمت الكباش على شكلين، مقبعة وغير مقبعة. بالنسبة للكباش المقبعة فنجدها في حجرة الناقة، عين الخطارة، خرق الترك، فايجة الخيل. أما الكباش غير المقبعة فتوجد بفايجة الطراد، الحمراء، خرق السوق، الهرهارة، بطمة عين غراب بوادي المالح.
- وحيد القرن: تتواجد بكل من الحمراء، عين الخطارة وفايجة الخيل.
- الخنزير: توجد بمواقع ثنية الخروبة، الصفصافة وعين الخطارة.
- القردة: توجد فقط بثنية الخروبة.
- الأرانب: توجد بموقع واحد هو الحمراء.
- الطيور: يوجد بضاية الطراد طائر أبو منجل.
- الإنسان: رسم إنسان ما قبل التاريخ نفسه وأفراد عائلته وفي أشكال مختلفة في أكثر من عشرة مواقع مثل الحمراء، فايجة الخيل، الهرهارة، أما بثنية الخروبة فيوجد رسم لصياد برأس أرنب.

### الإشارات
هناك كثير من الإشارات المعروفة والمبهمة تتواجد بمواقع: ثنية الطراد، حجرة الناقة، الحمراء، عين الخطارة، ثنية الخروبة، وغيرهم.

### نقوشات غير مكتملة
هناك عشرات من الرسومات الحجرية غير المكتملة لحيوانات وحشرات وثعابين بمواقع مختلفة مثل كدية عبد الحاكم، الصفصافة، الحمراء، عين الخطارة، ثنية الخروبة وغيرهم.
من خلال هذا الإرث العظيم من الرسومات الرائعة التي خلدها فنانو ما قبل التاريخ والتي من خلالها أسسوا للتاريخ الطبيعي للمنطقة، والتي لا ينكرها إلا جاحد أن المنطقة كانت مأهولة وتزخر بشتى أنواع الحيوانات والضواري من أسود، فيلة، قردة، غزلان والتي انقرضت تماما لشتى الأسباب والظروف، كان للإنسان فيها دورا كبيرا.

## مرحلة التاريخ الحديث
من المؤكد أن جبل العمور خلال المراحل التاريخية قد لعب دورا تاريخيا في استقطاب العدد الكبير من السكان، فقد كان مهد الإنسان القديم قبل اكتشاف النار والتعدين ومرحلة استئناس الحيوانات واكتشاف الزراعة، والانتقال من مرحلة الاعتماد في معيشته على مطاردة الحيوانات واصطيادها لتأمين عيشه، إلى مرحلة شبه الاستقرار وبداية العناية بالزراعة والحيوانات المدجنة (غنم، خيول، بقر.....الخ)، ومن أهم هذه القبائل التي استوطنت هذه الجهة، نجد إشارات إلى القبائل الجيتولية المتنقلة التي كانت تمتهن حياة الضغن عبر الأطلس الصحراوي، ثم أعقبتها قبائل ذات أصول بربرية من الزناتيين ومغراوة وبني راشد، الذين يعود نسبهم إلى بني واسين، الذين تداولوا السكن بجبل العمور، وقد أطلق اسم بني راشد على هذه المنطقة، إلى أن تم تهجيرهم من طرف قبيلة العمورالهلالية، التي وفدت من ليبيا مباشرة بعد الفتوحات الإسلامية، وقامت هذه الأخيرة بطرد بني راشد إلى القلعة بمعسكر وجنوب تلمسان، وخلال الحملة الهلالية عرفت الجهة موجات متتالية عبورا واستقرارا مما عرض الجهة إلى نوع من التمازج بين السكان، واختلاط الأصول بين مختلف أفراد السكان، الأمر الذي أدى إلى نشوء مجتمع متجانس نسبيا وحده الدين الإسلامي، وقد تأثرت المنطقة بالصراعات التي عرفتها الجزائر خلال عصر الإمارات التي نشأت.
كان جبل العمور مسكونا من قبائل بربرية منهم بني راشد هجر قسم منهم باتجاه التل أما الباقي فقد التحق بهم قبيلة سنجاس ولكن يبد وأن عددهم لم يكن بالهام لأنهم لم يتركوا أي أثر لان هؤلاء البربر قد تعربوا بالتاريخ وبعد القرن الثالث عشر بداو على اثر موجات من طرف الرحل الذين وفدوا من الشرق فزحزحوا السكان البربر وحلوا محلهم واستوطنوا الجهة سهلا وجبلا وأطلقوا اسمهم على الجهة فأصبحت تنعت بجبل العمور.
كما أن الجهة كانت مقصد بعض الشخصيات الذين ينتسبون إلى السلالات الشريفة (الأدارسة والعلويين)، فاستقروا بالجهة في شكل عائلات وأسر وكان ذلك خلال القرنين الخامس عشر والسابع عشر الميلاديين.
وبالنظر إلى مكانة هؤلاء الأشخاص ونفوذهم المستوحى من أصولهم تشكلت حولهم ما يشبه التجمعات السكنية واختلطوا عن طريق النسب والمصاهرة وتناسلوا فيما بينهم فشكلوا مجتمعا رغم اختلاف أصولهم فقد ربطت بينهم المصالح ووشائج القربى كما اتخذ السكان من هؤلاء الأشراف حدودا ينتسبون إليهم وينعتون بهم كأولاد سيدي بلقاسم، أولاد سيدي حمزة، أولاد سيدي خالد، أولاد سيدي منصور، أولاد سيدي عبد الله بن عثمان، أولاد سيدي بوعلي، أولاد سيدي بوزيد، أولاد سيدي الناصر، أولاد تخيل وهكذا نجد لكل قبيلة جدا تنتسب إليه وتتخذ من ضريحه مزارا ومحجا للتبرك.

### التقصير
كما خلد إنسان ما قبل التاريخ لعصوره، جاء الدور على من لحقوه، فخلفوا ورائهم آثارا وشواهد، حتى وأن الكثير منها قد زال واندثر، إلا أن البعض منها لا يزال يقاوم وبصمت المؤثرات الطبيعية ويد الإنسان العابثة، وهنا نورد البعض منها والمتواجدة بغابات جبل العمور.
طاحونة الماء «الرحى». تقع هذه الطاحونة «الرحى» في الغيشة، بالقرب من منبع عين الخطارة عند ملتقي واديي بريش والغيشة، على بعد حوالي 04 كم تقريبا من قصر الغيشة القديم، وبالقرب من علامة التحديد الغابي رقم 358 Borne forestière N°، وقد بنيت سنة 1864 بعد تمركز قوات الاحتلال وإقامة أول مركز استعماري بالغيشة سنة 1847، وكان ذلك من فرقة الهندسة العسكرية بقيادة الرائد «نيقو Nigoux» وقد تزامن بناء هذه الطاحونة مع إنجاز قناة جلب الماء على طول وادي الغيشة إلي غاية قصر الغيشة بمسافة 2.5 كم.

## مرحلةالثورة التحريرية
شكلت الغابات وعبر العصور المأوي والمأكل والمشرب لإنسان المنطقة. وفرت جبال العمور للمجاهدين إبان ثورة التحرير كل ما يحتاجونه من ضروريات الحياة، فكانت بحق قاعدة للحياة سواءًِ للمجاهدين المستقرين بالمنطقة أو العابرين منها إلى مختلف مناطق الوطن وعبر كل الاتجاهات وإلى كل الجبهات، وقد دارت أغلبية معارك جبل عمور في المناطق الغابية الجبلية وبخاصة غابات القعدة، ومنها حسب تسلسلها الزمني مايلي:
1. معركة الشوابير: وقعت أحداثها في: 04 أكتوبر 1956 بالغيشة وتعد أم معارك جبل العمور والوطن إذ تكبد فيها العدو الاستعماري 1375 قتيل، من بينهم 92 ضابطا، وسقط في ميدان الشرف 25 شهيدا.
2. معركة بوقرقور: والتي جرت في: 07 ديسمبر1956 بالغيشة، إذ أستشهد فيها 44 شهيدا، وفقد فيها العدو 65 فردا.
3. ريشات شبيعين: ودامت فيها المواجهات ستة أيام من 17 إلى 22 فيفري 1957 حيث أبلى فيها المجاهدون بلاءً حسنا وضحوا خلالها ب 72 شهيدا، ولقي فيها العدو خسائر كبيرة في الأرواح والعتاد لم يصرح بها.
4. خنق عبد الرحمن: وقعت في 19 ماي 1957 بالغيشة حيث سجل 70 مجاهدا أسماؤهم في سجل الشهداء، بينما خسر العدو 450 جنديا من قواته.
5. شعبة الشب: جرت وقائعها في 29 جويلية 1957 حيث تكبد فيها الاستعمار خسائر كبيرة وصلت إلي 215 قتيل.
6. الصمة: وقد جرت في واقعتين اثنين، الأولى بتاريخ 22 فيفري 1958 بقيادة الوزير الأول الأسبق أحمد عبد الغني وأستشهد فيها 5 شهداء وتم القضاء على 115 من قوات العدو.
7. أما الواقعة الثانية فجرت في 19 نوفمبر 1958، سقط في ساحة شرفها 84 شهيدا، وخلف فيها الاستعمار ورائه 804 قتيلا من قواته وتعتبر بذلك ثاني أكبر معركة بالمنطقة بعد معركة الشوابير.
8. رقوبة الخيان: جرت بغابة آفلو على خلاف سابقاتها اللائي حدثن بغابة القعدة وكانت بتاريخ 17 ديسمبر 1958، سقط فيها 33 شهيدا، أما العدو فقد خسر 317 قتيلا.

### الغابة والنشاط الاقتصادي المحلي
خصوصيات غابات جبل العمور وما تتميز به من أنها تكون وحدة طبيعية على الأطلس الصحراوي، تتأثر بالمناخ المتوسطي ومن جهة أخرى بالمناخ الصحراوي، وما توفه من أسباب العيش بفضل بيئتها المحلية، فقد كانت دائما وعبر التاريخ مكنا ومصدر رزق للإنسان الذي عمرها منذ أكثر من عشرة آلاف سنة، حيث تدل على ذلك المحطات الأثرية السابقة الذكر.
لقد اتخذ الإنسان في هذه المنطقة من كهوف الجبال سكنا، وأوراق وثمار الشجر قوتا له ولحيواناته، ومن حيواناتها طرائدا ومتاعا، واستغل أرضها للزراعة، فكان يأخذ منها كل ما يحتاج ويزيد دون أن يقدم لها شيئا، إلى أن جاء الاستعمار إلي المنطقة مع منتصف القرن التاسع عشر، فزاد استغلاله لثرواتها، باستخراج أخشابها نحو المدن والقرى، وتحويل الفحم إلي مناطق بعيدة، وعلى سبيل الاستدلال فقد وصل إنتاج الخشب خلال موسم 57-58 بغلبة آفلو إلي 7500 م3، منها 4000 م3 كحطب ميت للسكان المحليين، أما عابة وارن فقد أنتجت 31000 م3 من الخشب و4000 قنطار من الفحم، واستغلال حقول الحلفاء استغلالا مفرطا لتغذية مصانع الورق والكرتون بأوروبا، التي بلغ معدل إنتاجها الأدنى 25000 طن/سنة خلال الأربعينيات والخمسينيات.
وإلي يومنا هذا لا زالت غابات جبل العمور المصدر المعيشي الأساسي لسكان الريف، وخصوصا في توفير الحطب، الفحم، الحلفاء، الأعشاب الطبية والأعلاف والمراعي للمواشي.

### العمليات الموجهة لسكان الغابات لحماية الموارد الطبيعية
في الحقيقة أن العمليات التي كان يجب أن توجه لسكان الغابات، أو بالأحرى لسكان المناطق الغابية لم تكن تعرف التنظيم الجيد والإدارة الحسنة، حيث أنها كانت تصدر من مصادر مختلفة، وتتجه في اتجاهات عديدة وليس فيما بينها في كثير من الأحيان التنسيق اللازم.
العمليات الموجهة لفائدة سكان هذه المناطق  والتي تكفلت بها الإدارة المحلية.
1. إعادة تشجير ما يقارب من 20 ألف هكتار وهذه العملية الكبيرة بقدر ما هي مساهمة في إعادة الغطاء النباتي فأنها أيضا قد وفرت مصدرا رئيسيا لتوفير الشغل لآلاف العائلات.
2. عمليات تحسين المراعي مع مختلف البرامج (المديرية العامة للغابات، محافظة السهوب) 10.000هك.
3. عمليات وضع المحميات الطبيعية مع مختلف البرامج (المديرية العامة للغابات، محافظة السهوب) 20.000 هك.
4. عمليات فك العزلة (فتح ونهيئة مئات الكيلومترات) 500 كلم
5. غرس الأشجار المثمرة : 434 هك (المديرية العامة للغابات).
6. مجمل العمليات التي تضمنها برنامج المخطط الوطني للتنمية الفلاحية والريفية PNDAR
7. الدعم الفلاحي، الاستصلاح الفلاحي، برنامج التنمية الريفية.
8. توسيع شبكة الغاز الطبيعي عبر كامل القرى والمدن: مع أن هذا الهاجس ظل يراود فكر المعنيين منذ سنوات الاستقلال الأولى باعتباره عاملا أساسيا في الحد من ظاهرة قطع الغابات إلا أنه لم تبدأ تظهر نتائجه إلا مع هذه السنة حيث مست عملية التزويد بالغاز الطبيعي أربع مراكز سكنية، زيادة على مدينة آفلو التي استفادت جزئيا وعلى مراحل منذ العشريتين السابقتين مع برنامج طموح، في الأفق سوف يمس قريبا مركزين اثنين.